# 57. brigada za oskrbo s strelivom (ZDA)
57. brigada za oskrbo s strelivom (izvirno angleško 57th Ordance Brigade) je bila brigada za oskrbo s strelivom Kopenske vojske Združenih držav Amerike.

## Zgodovina
Brigada je bila v času hladne vojne nastanjena v Zahodni Nemčiji.